# 1. domobranski ulanski polk (Avstro-Ogrska)
Za druge 1. polke glejte 1. polk.
1. domobranski ulanski polk (izvirno nemško k.k. Landwehr Ulanen Regiment Nr. 1) je bil konjeniški polk avstro-ogrskega Domobranstva.

## Zgodovina

### Prva svetovna vojna
Njegova narodnostna sestava leta 1914 je bila sledeča: 65% Rutencev, 30% Poljakov in 5% drugih.
Naborni okraj polka je bil v Lvovu, pri čemer so bile polkovne enote garnizirane tudi v tem mestu.

## Poveljniki polka
- 1898: Carl von Vever[1]
- 1914: Gustav Resch[2]